# Divertimento (Bartók)
Pour les articles homonymes, voir Divertimento.
 (février 2024).
Si vous disposez d'ouvrages ou d'articles de référence ou si vous connaissez des sites web de qualité traitant du thème abordé ici, merci de compléter l'article en donnant les références utiles à sa vérifiabilité et en les liant à la section « Notes et références ».
Le Divertimento Sz 113 (BB 118) pour orchestre à cordes est une œuvre de Béla Bartók écrite peu avant son exil aux États-Unis. Il est composé du 1er août au 17 août 1939 à Saanen près de Berne dans un chalet prêté au compositeur par son dédicataire Paul Sacher et est créé le 11 juin 1940 par l'Orchestre de chambre de Bâle dirigé par Paul Sacher. Bartók déclare à propos du titre: « Divertimento désigne une musique angoissante car elle fait ressentir l'angoisse de l'auteur qui doit retourner à la guerre ».

## Mouvements
1. Allegro non troppo

Début du premier mouvement du divertimento de Belà Bartok
La lecture audio n'est pas prise en charge dans votre navigateur. Vous pouvez télécharger le fichier audio.
1. Molto adagio
2. Allegro assai

- Durée d'exécution: vingt trois minutes environ.

## Analyse
L'œuvre reprend le titre et les mouvements des divertimentos du XVIIIe siècle italien, mais sa progression dément l'aspect traditionnel de ces choix. Le compositeur souhaitait pour son exécution un orchestre à cordes symphonique à défaut un orchestre de chambre avec au minimum douze violons, quatre altos, quatre violoncelles et quatre contrebasses.
Le premier mouvement, entre les tutti et le concertino, laisse peu à peu percer des forte aigus de la part des cordes, suivis de pianissimos graves, qui dramatisent ce qui se présentait comme un simple "divertissement".
Le mouvement lent central installe une atmosphère lourde au moyen d'un contrepoint fièvreux entre les violons et les contrebasses, à la manière du mouvement central de la Musique pour cordes, percussion et célesta. Il est interrompu par des notes de plus en plus résignées qui alternent avec des notes de plus en plus stridentes. Il se poursuit par un thème que Ferenc Fricsay lisait comme un "effondrement dans le désespoir".
Le troisième mouvement prend le rythme endiablé des chants populaires dans un style concertant plus traditionnel.

## Discographie
- L'orchestre symphonique du RIAS dirigé par Ferenc Fricsay en 1953 (Deutsche Grammophon).
- L'orchestre symphonique de la BBC dirigé par Antal Doráti (Mercury).
- L'orchestre de chambre Franz Liszt dirigé par János Rolla (Hungaroton).
- L'orchestre symphonique de Chicago dirigé par Pierre Boulez en 1999 (Deutsche Grammophon).
- Le Tapiola Sinfonietta d'Espoo (Finlande) dirigé par Jean-Jacques Kantorow en 1995 (BIS)
- L'Orchestre des Régions Européennes dirigé par Konrad von Abel http://www.celibidache.fr/spip.php?article4